# Station Tolga
Station Tolga is een station in  Tolga in fylke Innlandet  in  Noorwegen. Het station werd geopend in 1877 en is een ontwerp van Peter Andreas Blix. Tolga ligt aan  Rørosbanen.